# Polaris Slingshot
Polaris Slingshot — трёхколёсный автомобиль, впервые представленный в 2014 году.

## Особенности
Slingshot оснащён рулевым колесом с регулируемым наклоном без контрруления. Ковшеобразные сиденья расположены «бок о бок». Автомобиль не имеет крыши, дверей или боковых окон. Салон водонепроницаем: его можно поливать из шланга. Вода сливается за счёт сливных отверстий на полу.
Модели S и SL имеют заднее колесо размером 20x9 дюймов с шиной шириной 255 мм и передние колёса размером 18x7,5 дюйма с шинами шириной 225 мм. Модели SLR и R имеют те же передние колёса и шины, но оснащены модернизированным задним колесом размером 20x11 дюймов, оснащённым шиной шириной 305 мм. Все модели имеют переднюю подвеску на двойных поперечных рычагах со стабилизатором поперечной устойчивости. В 2020 году была добавлена пятиступенчатая автоматизированная трансмиссия.

## Классификация
В зависимости от юрисдикции Polaris Slingshot может классифицироваться как трицикл. По состоянию на январь 2024 года автомобиль классифицируется как автоцикл в 49 штатах. Установлены трёхточечные ремни безопасности, однако автомобиль не имеет подушек безопасности или зоны деформации, а в некоторых юрисдикциях водитель и пассажир должны носить мотошлемы.

## Производительность
Начиная с 2020 модельного года, Slingshot оснащается 2,0-литровым рядным четырёхцилиндровым бензиновым двигателем Polaris ProStar мощностью 151 кВт (203 л. с.) при 8250 об/мин и крутящим моментом 195 Н⋅м при 6500 об/мин. До этого автомобиль оснащался 2,4-литровым GM Ecotec I4 мощностью 129 кВт (173 л. с.) при 6200 об/мин и крутящим моментом 225 Н⋅м при 4700 об/мин. Двигатели сочетаются в паре с пятиступенчатой механической или автоматизированной трансмиссией.

## Галерея
- Водонепроницаемая внутренняя часть
- Polaris Slingshot в Манхэттене, Нью-Йорк
- Polaris Slingshot на трассе Live Oak Road, округ Ориндж, Калифорния